# Henriette von Lothringen

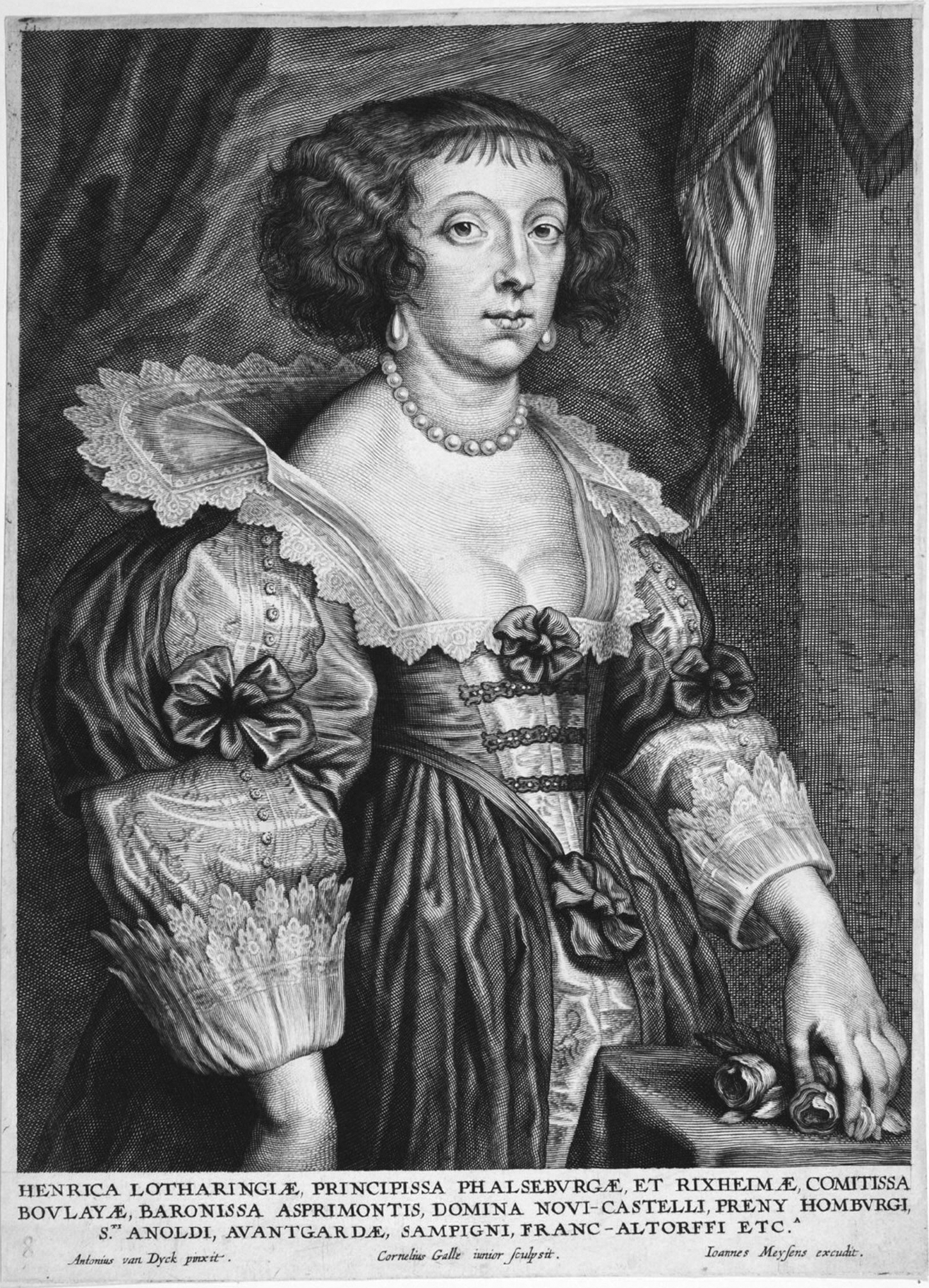
Henriette von Lothringen, Prinzessin von Pfalzburg, Kupferstich von Cornelius Galle dem Jüngeren, Philadelphia Museum of Art

Henriette von Lothringen, Prinzessin von Phalsbourg und Lixheim (* 7. April 1611 in Nancy; † 16. November 1660 in Neufchâteau) war die älteste Tochter von Franz von Lothringen und Christina Katharina, Gräfin von Salm. Ihr Vater war Graf von Vaudémont und im Jahre 1625 für fünf Tage Herzog von Lothringen und Bar.

## Hintergrund

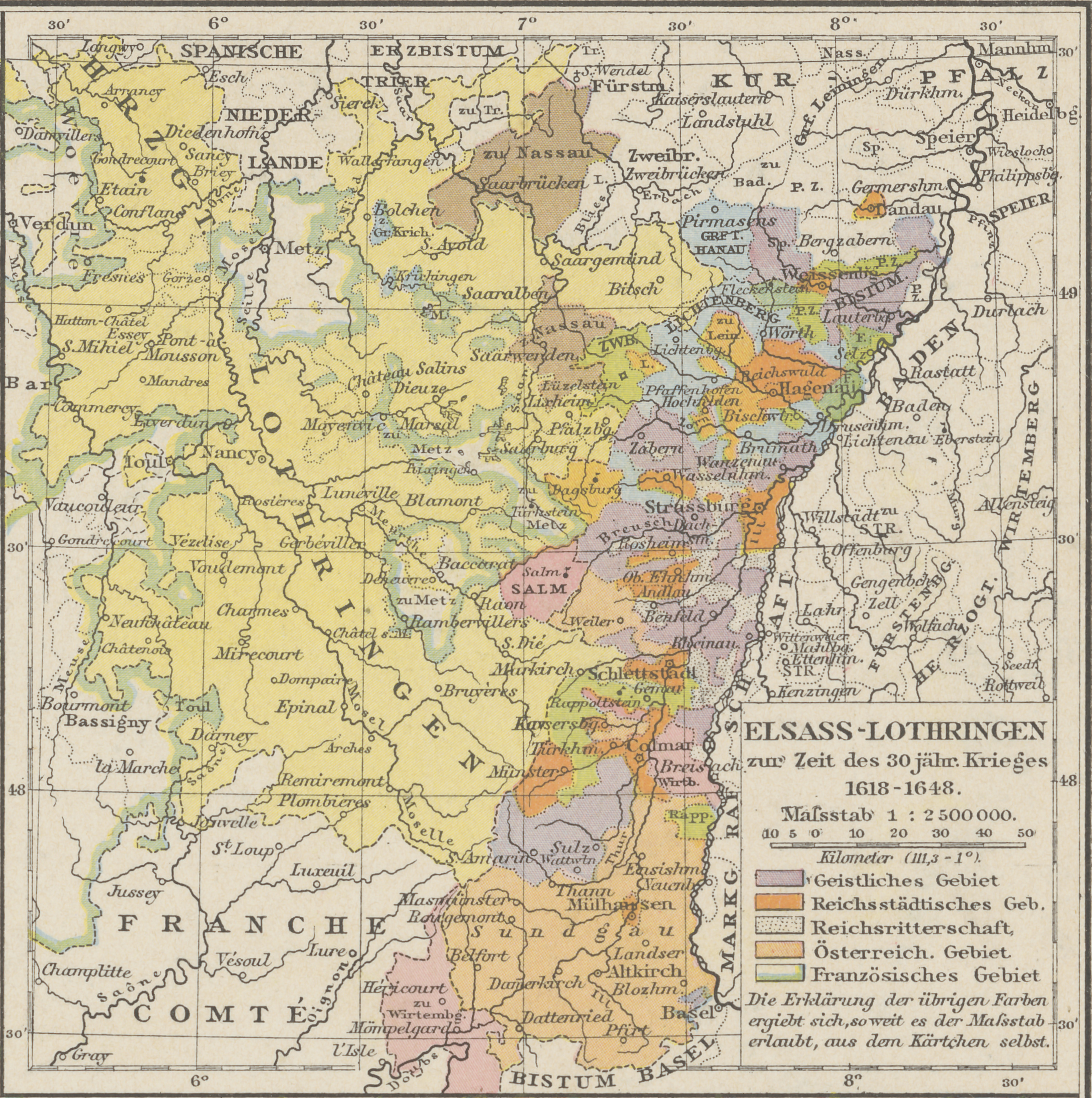
Herzogtum Lothringen 1618–1648

Herzog Heinrich II. von Lothringen hatte aufgrund seiner Zuneigung dem Baron d’Ancerville, Louis de Guise, Graf von Boulay (* 14. Dezember 1588–1631), unehelicher Sohn des 1588 zu Blois ermordeten Cardinal de Guise mit Aimerie de Lescheraine, die Hand seiner ältesten Tochter Nicole, und zugleich die Nachfolge als Herzog zugedacht. Diese Absicht entzweite ihn mit seinem Bruder, dem Grafen von Vaudemont, welcher, mangels einer festen Erbfolgeordnung, die Notwendigkeit sah, die Erbtochter des Herzogs mit seinem ältesten Sohn zu verheiraten. Der Bruderzwist wurde so heftig, dass der Graf von Vaudémont seine Ehefrau und Kinder nach Vaudémont schickte, um sie in Sicherheit zu bringen, selbst aber nach München absetzte; es wurden von beiden Seiten Denkschriften veröffentlicht, Herzog Heinrich bemühte sich, die Landstände für sein Vorhaben zu gewinnen, während er gleichzeitig den Baron von Lützelburg nach München schickte, um mit seinem Bruder Verhandlungen aufzunehmen. Der Baron aber wurde auf der Rückfahrt, kurz vor Nancy und auf offener Straße, durch den Piemonteser Riguet, den Gardehauptmann des Grafen, ermordet. Der Herzog konnte nicht umhin, in dieser Tat die Hand des Bruders zu erkennen. Er versammelte daher ein Heer und begann eine Belagerung von Vaudémont (1620). Die hilflose Schwägerin flehte um Gnade, die Landstände bemühten sich um Vermittlung, und aus Böhmen kam, durch den Grafen von Vaudémont entsandt, der Pater Dominicus a Jesu Maria, der solange in den Herzog drang, bis er die Versöhnung der Brüder erreicht hatte. Zur Besiegelung der Vereinbarungen wurde am 18. Mai 1621 Nicole mit dem ältesten Sohn des Grafen von Vaudemont, Karl, verlobt, während der Bastard von Guise die Hand von Henriette, der älteren Tochter des Grafen von Vaudemont erhalten sollte.

## Die Ehe mit Louis de Guise 1621–1631
So sehr sich auch Vater, Mutter und die Braut selbst sträubten, mussten sie doch der Forderung nachgeben. Am 23. Mai 1621 wurden Henriette und Louis de Guise verheiratet, am 23. Oktober 1621 Nicole und Karl. Henriette verachtete aufgrund ihrer legitimen Herkunft, ihrer Schönheit, Intelligenz und Bildung den ihr aufgezwungenen Gatten, der über all diese Eigenschaften eher nicht verfügte. Herzog Heinrich II. versuchte, ihr seinen Günstling durch Besitz attraktiver zu machen: er hatte ihm bereits 1610 die Herrschaft Apremont gegeben, dann auch Pfalzburg, später das 1623 angekaufte Lixheim, und vererbte ihm schließlich die große Herrschaft Bitsch samt einem Legat von 300.000 Livre. Ab 1625 wurde seine Stellung schwieriger, als Henriettes Bruder Karl IV. Herzog von Lothringen wurde. 1629 wollte er ihr den Titel einer Prinzessin verleihen und errichtete ein sogenanntes Prinzipat. Der Historiker Du Cange hat nachgewiesen, dass die Verwendung des Prinzentitels in alten öffentlichen Dokumenten nur Herr bedeutete und als Hauptherr zu verstehen ist, wie das lateinische Wort princeps, von dem er abgeleitet ist. Obwohl er auf des Herzogs Betreiben 1629 zum „Prince de Lixheim et de Phalsbourg“ ernannt wurde – für seine Ehefrau blieb er ein Gegenstand der Gleichgültigkeit und Abneigung.

## Antoine de L’Age
Die Abneigung Henriette gegen Louis verwandelte sich in offene Feindschaft, als im Lauf desselben Jahres Herzog Gaston von Orléans, der willensschwache und wankelmütiger Bruder Ludwigs XIII., den Hof von Nancy besuchte. Ihn begleitete sein Günstling, Antoine de l‘Age, und der Anblick dieses Mannes bezauberte die Fürstin von Pfalzburg. Eine Beziehung wurde eingefädelt, der ehrgeizige Landadlige aus der Grafschaft La Marche sah sich nicht nur als Liebhaber, sondern auch als potentieller Ehemann der Schwester des Herzogs von Lothringen. Henriette arrangierte mit Puylaurens‘ Hilfe die Ehe zwischen dem Herzog von Orléans und ihrer jüngeren Schwester Margarete (1615–1672), die am 3. Januar 1632 in Nancy geschlossen wurde, ohne dass die Zustimmung Ludwigs XIII. eingeholt worden war. Louis de Guise hatte sich zuvor vom lothringischen Hof verabschiedet und war nach München gezogen, wo er am 4. Dezember 1631 starb und sein Fürstentum der kinderlosen Ehefrau hinterließ. Er wurde in der Kirche Sainte-Lucie in Sampigny bestattet.
Kurz nach der Heirat zwischen Gaston und Margareta musste Gaston, der sich an der Revolte gegen Richelieu beteiligt hatte, nach Brüssel fliehen. Er hatte zum bewaffneten Aufstand gegen ihn und damit die französische Krone aufgerufen, konnte sich in Frankreich jedoch nicht mehr sehen lassen, nachdem 1632 einer der wichtigsten aufständischen Anführer, der Herzog von Montmorency, bei Castelnaudary mit seinen Truppen geschlagen und selbst gefangen genommen worden war. Puylaurens organisiert die Flucht und ging mit ihm, erreichte dann aber die Versöhnung zwischen dem König und dem Herzog von Orléans, sowie dessen Rückkehr nach Frankreich 1634. Antoine de L‘Age heiratete Ende des gleichen Jahres eine Verwandte Richelieus und wurde zum Herzog von Puylaurens ernannt, um im Februar 1635 vom Kardinal gefangen genommen zu werden und im Juli im Kerker zu sterben.

## Flucht nach Brüssel
Ludwig XIII. wiederum führte ein Heer nach Nancy, nachdem Karl IV. sich auf kaiserlicher Seite in den Dreißigjährigen Krieg verstrickt hatte. Der Herzog eilte zur Unterstützung seiner Hauptstadt herbei, ließ sich aber durch Richelieu zu einem Besuche im Hauptquartier des Königs verlocken. Als Gefangener behandelt, musste Karl die Übergabe von Nancy verfügen, welcher zu widersprechen einzig die Fürstin von Pfalzburg zu Kühnheit fand. Margareta, die Herzogin von Orléans, hatte schon vorher (am 28. August 1633) die Stadt verlassen, auch der Fürstin von Pfalzburg gelang es, der Aufmerksamkeit des französischen Kommandanten zu entkommen und in die Niederlande zu fliehen, deren Statthalterschaft ihr der König von Spanien angetragen haben soll, während das Parlement von Paris Beschlüsse gegen sie erließ, mit denen insbesondere alle ihre Besitzungen, auch die 1633 von dem Herzog ihr pfandweise eingeräumte Grafschaft Boulay konfisziert wurden. Umso lebhafteren Anteil nahm Henriette am Leben ihres Bruders; von Brüssel aus wusste sie dessen skandalöse Vermählung mit Béatrix de Cusance, die 1634 stattfinden sollte, einstweilen zu hintertreiben (sie heirateten dann 1637), und als im Sommer 1635 Karl IV. gegen den Duc de la Force und den Herzog von Angoulême in Lothringen bedeutende Fortschritte machte, führte sie ihm eine sorgfältig zusammengestellte und bewaffnete Truppe zu.

## Die Ehen mit Carlo Guasco, Cristovão de Moura und Giuseppe Francesco Grimaldi
Henriettes wirtschaftliche Situation blieb angespannt, so dass auf den Heiratsantrag eines ungebildeten, kranken, aber reichen italienischen Adligen, Carlo Guasco, Marchese di Solero einging. Die Ehe wurde am 11. Oktober 1643 in Anwesenheit von Jacobus Boonen, Erzbischof von Mecheln, geschlossen, hielt aber nicht lange, da der Marchese, der 1644 noch zum Reichsfürsten und Prince de Lixheim et de Phalsbourg ernannt wurde, bald verstarb. Ihre dritte Ehe schloss sie 1649 mit dem Portugiesen, Cristovão de Moura, Conde de Lumiares, Sohn von Manuel de Moura, Marquês de Castelo Rodrigo, der 1644 bis 1647 Statthalter der habsburgischen Niederlande gewesen war. Cristovão de Moura muss auch bald gestorben sein, denn 1652 heiratete sie aus Geldmangel in Antwerpen Giuseppe Francesco Marchese Grimaldi, einen reichen Genueser, der in der Stadt Geschäfte betrieb – sehr zum Missfallen des Herzogs Karl, welcher sie oder ihren Ehemann gefangensetzen und eine Zeit lang in Verwahrung halten ließ. Dennoch erhielt auch der Marchese Grimaldi den Titel eines Prince de Lixhheim et de Phalsbourg.
Mit ihrem vierten Ehemann kehrte Henriette schließlich nach Lothringen zurück, noch vor dem Friedensvertrag von Vincennes (28. Februar 1661), der auf den Pyrenäenfrieden (7. November 1659) folgte. Da das Schloss von Sampigny während der Kriegsjahre verwüstet worden war, mussten Henriette und ihr Ehemann es mit dem Vermögen Grimaldis sanieren. Sie wohnten dann in Neufchâteau, dessen Herrin Henriette war.
Durch die Fürsprache Spaniens in den Verhandlungen zum Pyrenäenfrieden hätte Henriette ihren Besitz vollständig zurückerhalten sollen, doch Ludwig XIV. fand die Lage von Pfalzburg zu wichtig, um den Ort wieder aus den Händen zu geben. Es musste durch den Vertrag von Vincennes an ihn abgetreten werden. Henriette von Lothringen war kurz zuvor, am 16. November 1660, in Neufchâteau gestorben. Sie wurde in der Kirche Sainte-Lucie in Sampigny neben ihrem ersten Ehemann bestattet.
Henriette de Lorraine hatte keine direkten Erben und ihr Land ging nach einem Urteil der lothringischen Rechnungskammer aus dem Jahr 1661 in den Besitz des Herzogs über, mit Ausnahme des Fürstentums Lixheim und des Schlosses von Sampigny, die Grimaldi bis zu seinem Lebensende behielt. Grimaldi söhnte sich mit dem Herzog aus und blieb am Hofe von Nancy als Obersthofmeister, verhandelte 1663 im Namen des Herzogs den Frieden von Marsal mit dem französischen König, begleitete ihn auch, als Karl 1670 abermals vor den Franzosen fliehen musste. Er starb am 29. August 1693 in Sampigny und wurde ebenfalls in der örtlichen Kirche beigesetzt.
Anne Marie Louise d’Orléans, die Tochter Gastons aus seiner Ehe mit Marie de Bourbon, duchesse de Montpensier, genannt „la Grande Mademoiselle“, schrieb den Roman „Les Amours de la princesse de Phalsbourg“, in dem deutlich wird, dass ihr Henriette als Schwester der Stiefmutter verhasst war.